# Qt Extended
Qt Extended (meglio conosciuta come Qtopia) è una GUI della Qt Software basato su Linux per palmari e telefoni cellulari e altri oggetti portatili.
Qt Extended è sia sotto licenza GPL che licenza proprietaria.
Qt Extended è presente nei prodotti di Sharp: a300, 5000d, 5500, 5600, sl6000, c700, c750, c760, c860, c3000, c1000, c3100, nell'Archos PMA430.

## Le caratteristiche di Qtopia
- Interfaccia a finestre
- Sincronizzazione framework
- Supporto localizzazione e internalizzazione
- Giochi e multimedia
- Applicazioni PIM
- applicazioni internet
- Integrazione Java
- Supporto Wireless
- Applicazioni di produttività
- Opzioni di personalizzazione

## GreenPhone
Il GreenPhone in italiano letteralmente telefono verde è un telefonino cellulare sviluppato da Trolltech che usa come sistema operativo open source Qtopia Phone Edition (Qtopia edizione telefono).
Il 22 ottobre 2007, Trolltech ha annunciato che ha venduto tutto ciò che riguarda il GreenPhone e non continuerà più la produzione, avendo raggiunto l'obiettivo di promuovere la piattaforma Qtopia e ottenere l'interesse degli sviluppatori.
Trolltech intende continuare a supportare la comunità Greenphone Qtopia, e hardware alternativo come Neo1973.

## Altri sistemi operativi per dispositivi portatili
- Android
- GPE Palmtop Environment
- MeeGo
- OpenZaurus
- OPIE
- Palm OS
- Pocket PC
- Windows Mobile